# The Sounds
The Sounds este o formație suedeză de new wave. Membrii formației sunt: 
- Maja Ivarsson
- Felix Rodriguez
- Johan Bengtsson
- Jesper Anderberg
- Fredrik Nilsson